# 千代田放送會館

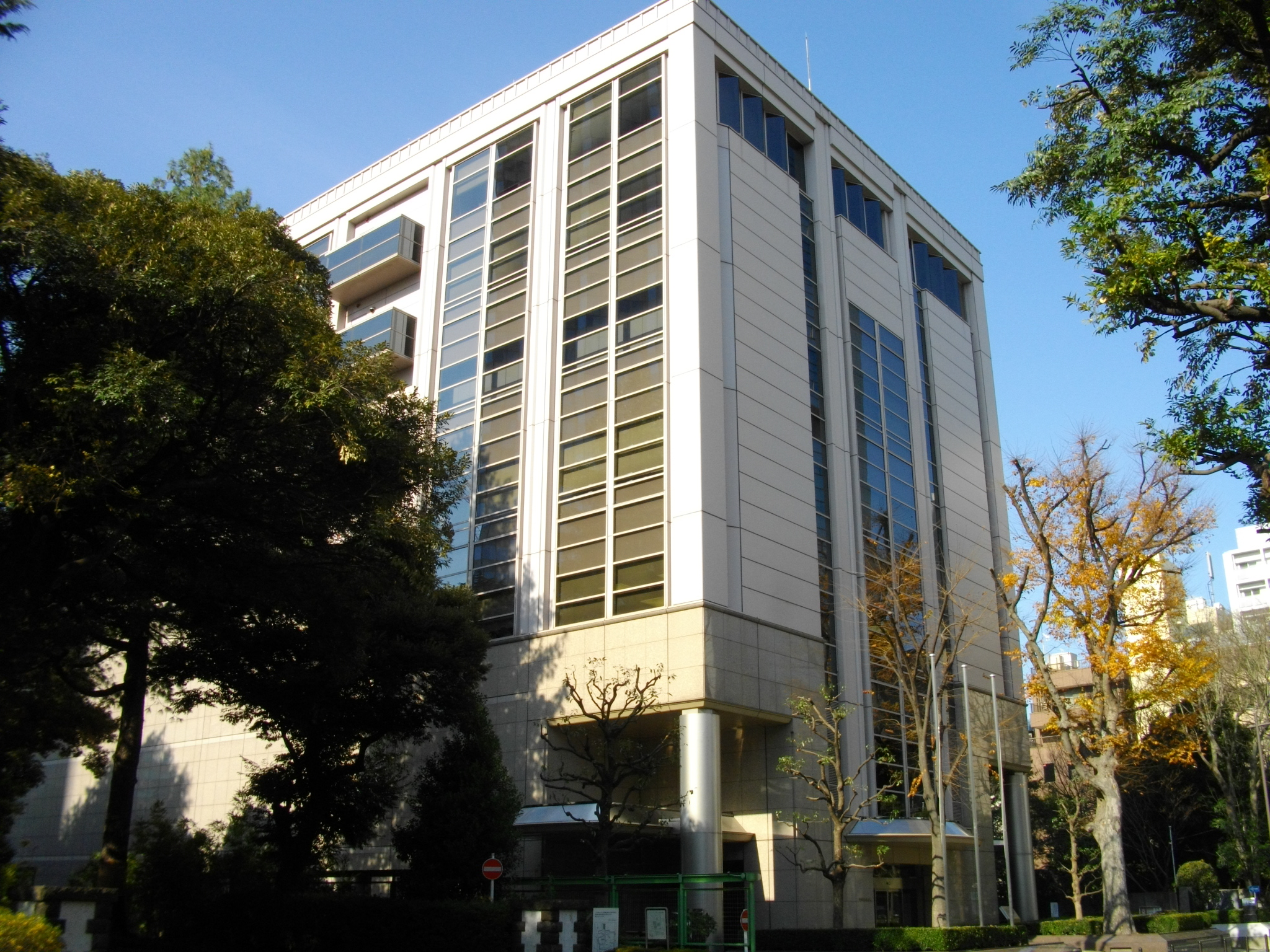
千代田放送会館

千代田放送會館（日语：ちよだほうそうかいかん）是NHK的一座建築，主要承擔新聞節目的取材及製作業務。這座建築位於東京都千代田區紀尾井町1番1號，竣工於1992年12月，總樓面面積9,590平方公尺，共有7層。這座建築的修建目的最初是為前NHK會長島桂次構想的覆蓋全世界的新聞網全球新聞網 (GNN)使用。
放送倫理、番組向上機構亦位於這座建築內。